# Калина вічнозелена
{{#ifeq:0|0|{{#if:|{{#if:Viburnumtinus|[[]}}|}}}}
Калина вічнозелена (Viburnum tinus) — вид дерев'янистих рослин родини адоксових (Adoxaceae). Батьківщина — Середземномор'я. Використовується як декоративна рослина.

## Опис
Це чагарник (рідше мале дерево), що досягає 2–7 м у висоту й 3 м ширини. Принаймні молоді гілки запушені у верхній частині. Листя із запушеним черешком (7)12–21 мм, та пластиною (3)5.5–12(16) x (1.1)2.6–5.8(7) см, від яйцеподібної до яйцеподібно-еліптичної, рідко зворотнояйцеподібної форми, ціла, жорстка; верх блискучий, зелений, оголений; нижня поверхня злегка запушена або гола. Квіти зібрані в трохи опуклі напівзонтики з 5–8 запушеними променями (10) 13–27 мм. Віночок діаметром 7–10 мм, білий або рожевий під час цвітіння. Плоди — кістянки, 6–10 х 4.5–6.5 мм, кулясто-яйцеподібні, металево-сині. Квітує у січні — квітні.

## Поширення
Європа: Албанія, Боснія і Герцеговина, Чорногорія, Хорватія, Словенія, Греція (вкл. Крит), Італія (вкл. Сардинію, Сицилію), Франція (вкл. Корсику), Португалія, Іспанія (вкл. Балеарські острови); Північна Африка: Португалія, [Азорські острови], Іспанія [Канарські острови], Алжир (пн.), Лівія (пн.зх.), Марокко, Туніс; Азія: Ізраїль, Йорданія, Ліван, Сирія, Туреччина (зх. острови); рослина інтродукована в Ірландію, Велику Британію, Крим. Зростає в тінистих місцях, часто вздовж водних шляхів.
В Україні зростає в садах і парках — у Південному Криму (від Балаклави до Судака). Декоративна.

## Використання
Окрім декоративного, рослина має медичне використання. Активними інгредієнтами є Viburnin та дубильні речовини. Таніни можуть викликати розлад шлунку. Настій з листя має жарознижувальні властивості. Плоди використовувалися як засіб для запобігання запорам. Останнім часом настоянка використовується в рослинній медицині як ліки від депресії. Рослина також містить іридоїдні глюкозиди.

## Галерея

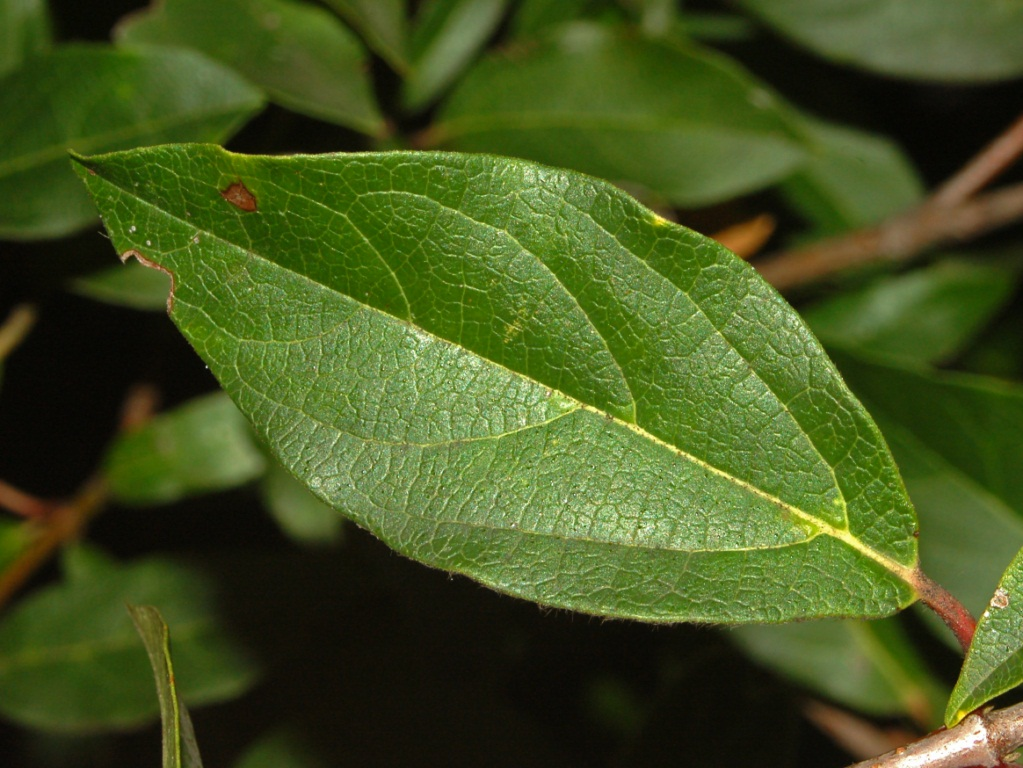
листя
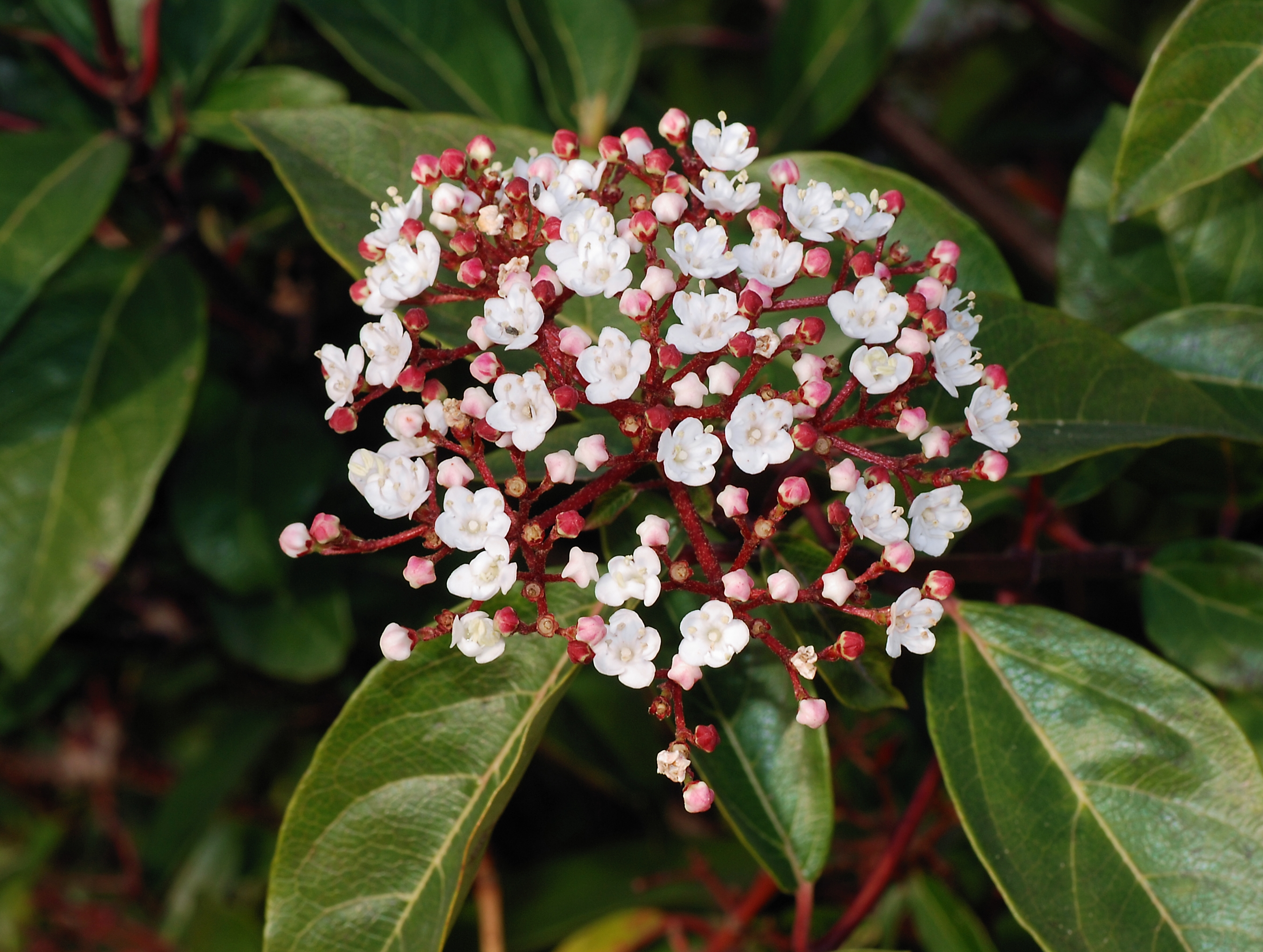
квіти
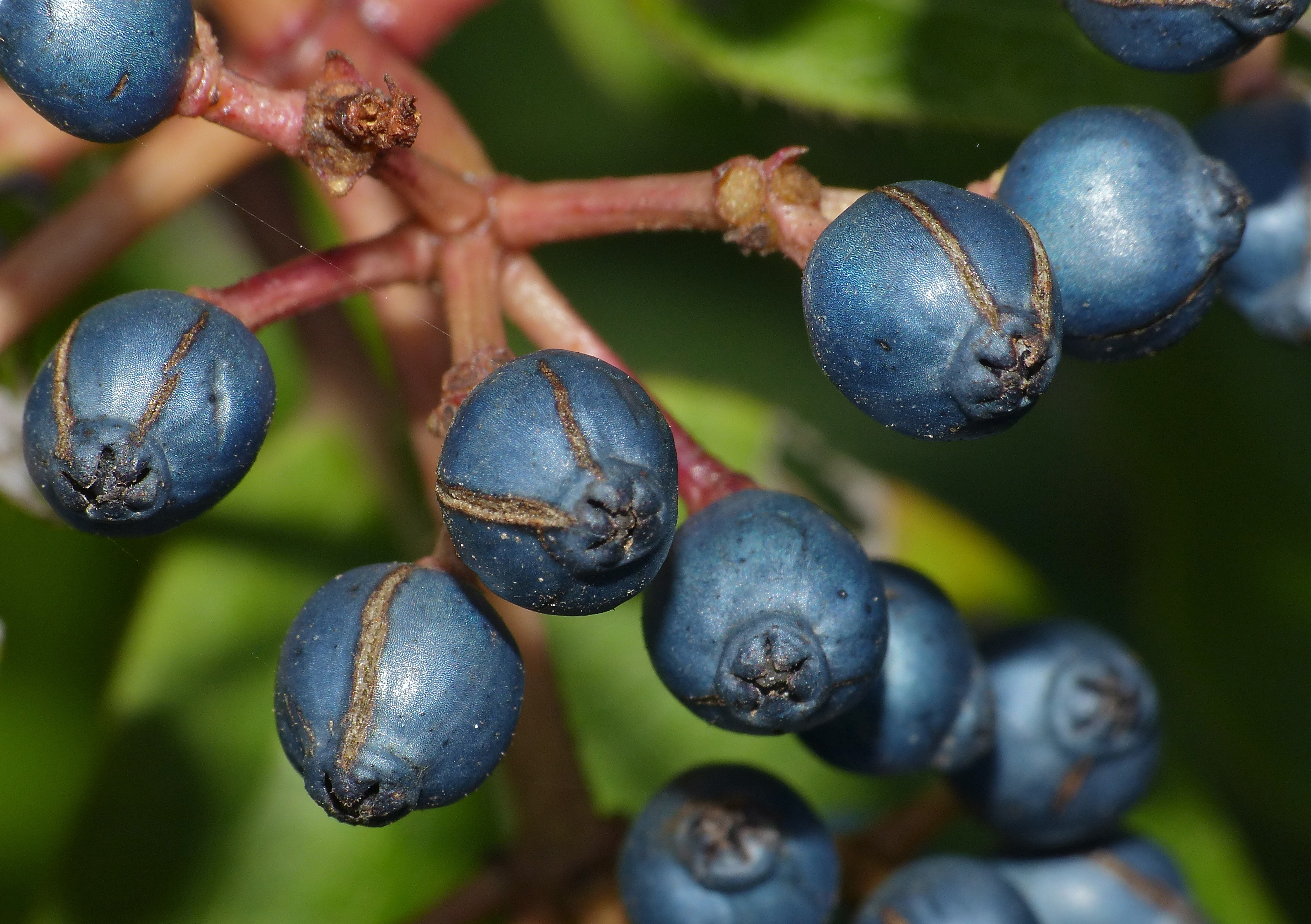
плоди